# Салагин, Яков Тихонович
Салагин Яков Тихонович (4 ноября 1908 года — 1981 год) — доктор военно-морских наук (1961 г.), педагог, профессор (1965 г.), специалист в области тактики ВМФ, капитан 1-го ранга, участник Великой Отечественной войны, защитник Ленинграда.

## Биография
Салагин Яков Тихонович родился 4 ноября 1908 года в селе Разрытое, Орловской области. В 1933 году окончил Военную школу им. ВЦИК. Затем до 1939 года проходил обучение в Военно-морской академии им. К. Е. Ворошилова. Принимал участие в организации Ладожской военной флотилии. С первых дней войны занимал должность руководителя штаба флотилии. В 1942 году получил тяжелое ранение и, поправившись, продолжил службу в Главном морском штабе, занимаясь научной деятельностью в области изучения боевого опыта.
С 1945 года начал преподавать на кафедре общей тактики морских сил и противолодочной обороны. В 1951 году досрочно сдал экзамены в Военной академии Генерального штаба и занял должность старшего преподавателя. Позднее Салагин стал доцентом кафедры оперативного искусства Военно-морского флота.
В 1962 году получил докторскую степень, защитив диссертацию на тему: «Современные морские десантные операции». В 1968 году был отправлен в отставку. Продолжил работу в Центральной военно-морской библиотеке. За время научной деятельности написал более 60 трудов.

## Награды
- Орден Красного Знамени 21.04.1940
- Орден Отечественной войны I степени[4] 22.02.1944
- Орден Красной Звезды[5] 03.11.1944
- Орден Красного Знамени 15.11.1950
- Орден Ленина 05.11.1954